# AirTran Airways
AirTran Airways è stata una compagnia aerea a basso costo originariamente basata ad Orlando, Florida.
La società operava circa 700 voli giornalieri dall'aeroporto di Atlanta-Hartsfield-Jackson e dall'aeroporto internazionale di Milwaukee che fungevano da nodi principali, mentre erano secondari l'Aeroporto di Baltimora-Washington e l'Aeroporto Internazionale di Orlando. La flotta era composta da Boeing 737-700 e Boeing 717-200, di quest'ultimo aereo il maggior operatore al mondo.

## Storia

### ValuJet Airlines
Le origini della società vanno fatte risalire a ValuJet Airlines. Questa era stata costituita nel 1992 con la denominazione Charter Way ma aveva mutato nome nel giugno dell'anno successivo. La sede era a Clayton County, nello stato della Georgia. I voli di linea, tutti secondo il modello low-cost, erano iniziati il 26 ottobre verso alcune destinazioni orientali degli USA e del Canada con una flotta esclusivamente composta da Douglas DC 9. La società entrò presto nel mirino dei critici per vari fattori: età della flotta, scarso addestramento dei dipendenti, attività di manutenzione tutta subappaltata a terzi. Un primo incidente avvenuto nel giugno 1995 ed un secondo, mortale, avvenuto nel maggio 1996, gettarono ulteriori ombre sull'azienda. Le attività di volo furono interrotte per quattro mesi e  la dirigenza prese decisioni radicali.

### AirTran Airlines
Il 24 settembre 1997 veniva adottata una nuova ragione sociale, recuperando quasi integralmente quella di un'aerolinea acquistata poco prima. Ma mutare nome non mutava l'essenza dell'azienda che proseguì le attività solo per alcuni mesi. Nell'aprile 1998 fece confluire tutte le operazioni in AirTran Airways mentre la fusione legale avvenne il 6 agosto dell'anno successivo.

### AirTranAirways
Traeva le origini dall'aerolinea charter Conquest Sun Airlines ma fu ricostituita nel 1994 ed iniziò i voli di linea il 6 ottobre. Era di dimensioni più piccole rispetto all'insieme ValuJet/AirTran Airlines ma non per questo fu acquistata dalla finaziaria AirTran Corp. nel 1997. Questa controllava già Mesaba Airlines, un vettore regionale legato a Northwest Airlines. Il 17 novembre 1997 fu acquistata da AirTran Holdings e la sede fu spostata a Orlando, in Florida ma la principale base operativa rimase ad Atlanta. Questa operazione di "lifting" destò numerose critiche, anche da parte della grande stampa nazionale.
All'inizio del 1999 ci fu un grosso rimpasto nella dirigenza con l'arrivo di persone che avevano maturato esperienze in importanti vettori. Fu anche finalizzato un ordine per il Boeing 717 (la versione aggiornata del Douglas DC 9) di cui la società fu il cliente di lancio. Nel 2002 fu creato il marchio "AirTrans Jet Connect" che assommava le attività di apporto sia di Air Wisconsin (durate fino al 2004) che di SkyWest Aviation. Nel 2003 fu annunciato un corposo ordine per 100 Boeing 737 serie 700 con consegne a partire dal 2004. In quest'anno furono radiati gli ultimi DC 9. Fu fatto anche un tentativo di acquistare posizioni d'imbarco nell'aeroporto Midway di Chicago mentre due anni dopo fallì l'acquisto di Midwest Airlines.
Nel 2011, in netto contrasto con le vicissitudini del predecessore, ad AirTran fu riconosciuto il miglior posto in termini di sicurezza e operatività complessiva. In quel momento la rete toccava 70 scali negli USA, nel Messico e nei Caraibi con 700 voli al giorno. I dipndenti erano quasi 25000.
Il 27 settembre 2010 Southwest Airlines annunciò di voler acquistare la società e l'accordo fu concluso il 2 maggio dell'anno successivo. Dopo aver operato inizialmente in code sharing con la società madre fu definitivamente assorbita, terminando i propri voli alla fine del 2014.